# پیتر شگرت
پیتر سگرت (به کرواتی: Šegrt) (زاده ۸ مه ۱۹۶۶) سرمربی فوتبال اهل کرواسی است. او قبلاً به عنوان مدافع در تیم‌های فوتبال، فعال بود. وی سرمربی سابق تیم ملی فوتبال تاجیکستان است.

## اوایل زندگی
پیتر شگرت در سال ۱۹۶۶ در شهر جوردواتس در کرواسی به دنیا آمد. والدین او با برادر بزرگتر شگرت در دهه ۱۹۷۰ به آلمان مهاجرت کردند و شگرت را به مادربزرگش سپردند.